# Neblinathamnus brasiliensis
Neblinathamnus brasiliensis är en måreväxtart som beskrevs av Julian Alfred Steyermark. Neblinathamnus brasiliensis ingår i släktet Neblinathamnus och familjen måreväxter. Inga underarter finns listade i Catalogue of Life.